# Martha Davis (chanteuse)
Pour la musicienne américaine née en 1951, voir Martha Davis.
Martha Davis (14 décembre 1917, Wichita - 6 avril 1960, New York) est une chanteuse et pianiste connue pour son numéro musical comique Martha Davis & Spouse dans les années 1940 et 1950,.